# 雷霁霖
雷霁霖（1935年5月24日—2015年12月16日），福建宁化人，海水鱼类养殖学家，山东大学教授，中国工程院院士，中国水产科学研究院黄海水产研究所研究员，率先从国外引进大菱鲆良种并突破了养殖关键技术，创建了符合中国国情的“温室大棚＋深井海水”工厂化养殖模式，引领了海水养殖产业由传统模式向工厂化模式发展。

## 生平
雷霁霖1954年9月在山东大学生物系读大学本科，1958年7月任中国水产科学研究院黄海水产研究所研究实习员，1980年1月任中国水产科学研究院黄海水产研究所助理研究员，1986年1月任中国水产科学研究院黄海水产研究所副研究员，1991年1月任中国水产科学研究院黄海水产研究所研究员，历任黄海水产研究所所长助理、养殖生态研究室主任、全国水产原良种审定委员会委员等职，2005年当选中国工程院农业学部院士。2015年12月在青岛逝世。

## 学术研究
雷霁霖系统研究了22种海水鱼类增养殖理论与技术，首先突破梭鱼等10多种鱼类的育苗工艺，相继构建起工厂化育苗的技术体系；1990年初担任首席专家，主持“中日合作”和“八五攻关”项目，创建了真鲷工厂化育苗新体系和新工艺，在中国国内开辟海水鱼类人工苗种大规模放流增殖技术；1992年起构建起“温室大棚+深井海水”工厂化养殖模式，被誉为“中国大菱鲆之父”。